# Герб комуни Їславед
Герб комуни Їславед (швед. Gislaveds kommunvapen) — символ шведської адміністративно-територіальної одиниці місцевого самоврядування комуни Їславед.

## Історія
Герб було розроблено для торговельного містечка (чепінга) Їславед. Отримав королівське затвердження 1953 року.   
Після адміністративно-територіальної реформи, проведеної в Швеції на початку 1970-х років, муніципальні герби стали використовуватися лишень комунами. Цей герб був 1971 року перебраний для нової комуни Їславед.
Герб комуни офіційно зареєстровано 1974 року.

## Опис (блазон)
У червоному полі срібне тонке кільце, в якому золотий топографічний знак трактиру.

## Зміст
Топографічний знак з давніх шведських карт вказує на трактир, який знаходився в містечку Їславед на шляху між Гальмстадом і Єнчепінгом. Срібне кільце символізує єдність.    